# Poli(tlenek etylenu)
Poli(tlenek etylenu), PEG (od ang. polyethylene glycol) – polimer z grupy polieterów, o ogólnym wzorze H−O−[−CH
2−CH
2−O−]
n−H, gdzie n wynosi od 4 do 120. Może być cieczą lub ciałem stałym, w zależności od masy cząsteczkowej. Największe zastosowanie znajdują lepkie ciecze o masie cząsteczkowej od 200 do 600.
Poli(glikol etylenowy) – inna nazwa tego polimeru – jest higroskopijny, najczęściej bezbarwny. Miesza się z wodą w każdym stosunku; rozpuszcza się również w etanolu 95%, glicerolu, chloroformie, acetonie, innych glikolach.
Stosowany jest jako rozpuszczalnik, emulgator i środek zwiększający lepkość ciekłych kosmetyków i leków, a także (pod nazwą „poliol”) jako jeden z substratów do produkcji poliuretanów. Może również być środkiem konserwującym, używanym powszechnie do konserwacji drewnianych zabytków wydobytych z mokrych stanowisk archeologicznych. Ma wówczas postać rozpuszczalnego w wodzie produktu woskowego, który powoli wnika w głąb drewna i wypiera wodę, zapobiegając w ten sposób kurczeniu się i pękaniu drewna. Poli(tlenek etylenu) jest też katalizatorem w reakcjach dwufazowych. Ma też zastosowanie medyczne jako lek na zaparcia, szczególnie u zaparcia czynnościowego u dzieci.